# Camponotus landolti
Camponotus landolti é uma espécie de inseto do gênero Camponotus, pertencente à família Formicidae.